# Kalonymos ben Sabbatai
Kalonymos ben Sabbatai (auch: Kalonymos ben Schabatai) († vor 1096) war ab etwa 1070 Leiter der Jeschiwa in Worms.
Sein Vater war Sabbatai (Schabatai) ben Mose. Kalonymos war zunächst als Rabbiner in Rom  tätig, bevor er nach dem Tod von Jakob ben Jakar in die Jüdische Gemeinde Worms kam. Er gilt als Autorität für Talmud und Halacha. Erläuterungen und Entscheidungen von ihm werden in einer ganzen Reihe von Werken aufgeführt. Weiter ist von ihm ein Slichot (liturgisches Gedicht und Gebet der Buße und Reue), in dem er die Leiden der Juden seiner Zeit schildert, überliefert.
Er ist wahrscheinlich vor den Judenverfolgungen zur Zeit des Ersten Kreuzzugs 1096 verstorben, da er 1070 schon alt war und sein Name in den Märtyrerlisten des Pogroms nicht genannt wird.